# 1015 Christa
1015 Christa је астероид. Приближан пречник астероида је 96,94 km,
а средња удаљеност астероида од Сунца износи 3,209 астрономских јединица (АЈ).
Инклинација (нагиб) орбите у односу на раван еклиптике је 9,460 степени, а орбитални период износи 2099,804 дана (5,748 година). Ексцентрицитет орбите астероида износи 0,082.
Апсолутна магнитуда астероида износи 9,03 а геометријски албедо 0,045.
Астероид је откривен 31. јануара 1924. године.